# Nortoft
Nortoft – osada w Anglii, w hrabstwie Northamptonshire, w dystrykcie (unitary authority) West Northamptonshire. Leży 16 km na północny zachód od miasta Northampton i 112 km na północny zachód od Londynu.